# Association panafricaine d'archéologie
L'Association Panafricaine d'Archéologie (APA) est une organisation professionnelle panafricaine pour les archéologues, les géologues et les paléoanthropologues.

## Histoire
L'association a été fondée par Louis Leakey et son premier congrès s'est tenu à Nairobi en janvier 1947. Lors de cet événement, l'abbé Henri Breuil a été élu premier président de l'association, et Robert Broom, vice-président; une constitution a été adoptée. Trois sous-comités ont été créés à cette occasion : géologie et climatologie, archéologie préhistorique et paléontologie humaine. L'action la plus significative prise lors du premier congrès a sans doute été le rejet des périodes géologiques européennes pour l'Afrique et l'adoption d'une nomenclature continentale et spécifique à chaque continent.
Lors du congrès de 1963 à Tenerife, il a été décidé de commencer à publier un inventaire systématique des ensembles archéologiques caractéristiques d'Afrique, sous le titre d'Inventaria Archaeologica Africana, à l'instar de la série Inventaria Archaeologica publiée par l'Union internationale des sciences préhistoriques et protohistoriques.
En 1977, une nouvelle constitution a été adoptée, afin de mieux refléter la nécessité pour le PAA d'être constitué par des chercheurs nés en Afrique et de refléter leurs besoins.
Lors du congrès de 1983, qui s'est tenu à Jos au Nigeria, le PAA a adopté une résolution condamnant l'apartheid en Afrique du Sud et a appelé à la cessation des liens avec les institutions sud-africaines. Les résolutions ont été proposées par John Onyango-Abuje, et appuyées par P Sinclair et David Kiyaga-Mulindwa. Selon Caleb Folorunso, certains participants non africains se sont opposés aux résolutions, invoquant leur opinion selon laquelle l'archéologie était concernée par "la science et non la politique".
Deux conférences ont été organisées en partenariat avec la Société des archéologues africanistes : à l'université Cheikh-Anta-Diop (UCAD) de Dakar en 2010 et à l'université du Witwatersrand en 2014,,.

## Présidents
- Abbé Henri Breuil (1947 - 1955)[8]
- Louis Leakey (1955 - 1959)[9]
- Camille Arambourg (1959 - 1963)
- Luis Pericot Garcia (1963 - 1967)
- Amadou Mahtar M'Bow (1967 - 1971)
- Thurston Shaw (1971 - 1977)
- Bethwell Ogot (1977 - 1983)
- Ekpo Eyo (1983 - 1995)
- David Kiyaga-Mulindwa (1995 - 2001)
- Hamady Bocoum (2001 - 2005)
- Alinah Segobye (2005 - 2010)
- Benjamin Smith (2010 - 2014)
- Ibrahima Thiaw (2014 - 2018)
- Freda Nkirote (2018 to present)